# Judo en los Juegos Iberoamericanos
El judo en los Juegos Iberoamericanos es un evento organizado por las Federaciones Nacionales de este deporte, esta vez por los países miembros de la Comunidad Iberoamericana de Naciones. Este 2008 será organizado en la República Dominicana en su capital, Santo Domingo, país anfitrión con otros que participarán también las delegaciones de entre ellos México, Honduras, Nicaragua, El Salvador, Costa Rica, Guatemala, Panamá, Colombia, Venezuela, Ecuador, Chile, Argentina, Paraguay, Brasil, Uruguay, República Dominicana, Puerto Rico, Cuba, España, Portugal y Filipinas, entre otros. Los deportistas de estos países ya mencionados, son aquellos que ya participaron en los Juegos Olímpicos de Pekín 2008 así también los que algunos de ellos no asistieron a dichos juegos pero que también participaron en otros, ejemplo en los Juegos Panamericanos de Río de Janeiro en 2007. Pues también participarán en este evento a nivel organización internacional. Las divisiones a competir son las mismas que se usan a nivel internacional siendo en femenino 44, 48, 52, 57, 63, 70, 78, más de 78 kilogramos y la división libre. En masculino 55, 60, 66, 73, 81, 90, 100, más de 100 kilogramos y la división libre. Además se ha indicado la nota que en el desarrollo del Campeonato Iberoamericano Superior desarrollarán una reunión a los fines de actualizar la nómina de las autoridades de la Comunidad Iberoamericana de Judo, ya que la misma ha estado inactiva durante varios años.